# Mahakirau (fleuve)
Le fleuve Mahakirau (en anglais : Mahakirau River) est un cours d’eau de la Péninsule de Coromandel situé dans l’Île du Nord de la Nouvelle-Zélande.

## Géographie
Il s’écoule vers l’est à partir de sa source dans la chaîne de Coromandel, atteignant la mer au niveau du mouillage de Whitianga Harbour au sud-ouest de la ville de Whitianga.